# Miltochrista hypoprepioides
Miltochrista hypoprepioides är en fjärilsart som beskrevs av Walker 1862. Miltochrista hypoprepioides ingår i släktet Miltochrista och familjen björnspinnare. Inga underarter finns listade i Catalogue of Life.